# 2018年平昌オリンピックのスウェーデン選手団
2018年平昌オリンピックのスウェーデン選手団（2018ねんピョンチャンオリンピックのスウェーデンせんしゅだん）は、2018年2月9日から23日まで大韓民国江原道平昌で開催された2018年平昌オリンピックのスウェーデン選手団、およびその競技結果。

## メダル
| メダル | 選手名                                                                                                   | 競技                   | 種目                   |
| ------ | --- | ---------------------- | ---------------------- |
| 金     | ハロッテ・カッラ                                                                                         | クロスカントリースキー | 女子15kmスキーアスロン |
| 金     | スティナ・ニルソン                                                                                       | クロスカントリースキー | 女子個人スプリント     |
| 金     | ハンナ・エーベリ                                                                                         | バイアスロン           | 女子15km個人           |
| 金     | フリーダ・ハンスドッター                                                                                 | アルペンスキー         | 女子回転               |
| 金     | アンドレ・ミレル                                                                                         | アルペンスキー         | 男子回転               |
| 金     | ペッペ・フェムリング イェスペル・ネリン セバスティアン・サムエルソン フレドリック・リンドストローム      | バイアスロン           | 男子4×7.5kmリレー      |
| 金     | アンナ・ハッセルボリ サラ・マクマナス アグネス・クノッヘンハウアー ソフィア・マベリス イエニー・ボーリン | カーリング             | 女子                   |
| 銀     | セバスティアン・サムエルソン                                                                             | バイアスロン           | 男子12.5kmパシュート   |
| 銀     | ハロッテ・カッラ                                                                                         | クロスカントリースキー | 女子10kmフリー         |
| 銀     | アンナ・ハーグ ハロッテ・カッラ エバ・アンデション スティナ・ニルソン                                    | クロスカントリースキー | 女子4×5kmリレー        |
| 銀     | ハロッテ・カッラ スティナ・ニルソン                                                                      | クロスカントリースキー | 女子団体スプリント     |
| 銀     | リン・パーション モナ・ブロション アンナ・マグヌソン ハンナ・エーベリ                                    | バイアスロン           | 女子4×6kmリレー        |
| 銀     | ニクラス・エディン オスカル・エリクソン ラスムス・ブラナ クリストフェル・スングレン ヘンリック・レーク   | カーリング             | 男子                   |
| 銅     | スティナ・ニルソン                                                                                       | クロスカントリースキー | 女子30kmクラシカル     |

## アイスホッケー
- 男子
- 女子

## カーリング
- 男子
- 女子